# اندیس سیلیس روند خوی
سیلیس روند خوی یک اندیس غیرفلزی است که در حوالی شهر خوی استان آذربایجان غربی قرار دارد و مادهٔ معدنی موجود در آن، سیلیس است.  